# Krattigen
Krattigen je obec v okrese Frutigen-Niedersimmental v kantonu Bern ve Švýcarsku. Žije zde přibližně 1 100 obyvatel.

## Geografie
Obec leží na kopci nad Thunským jezerem. Zahrnuje místní části Krattigen, Stuhlegg, Örtlimatt a roztroušené jednotlivé farmy; Krattigen leží v nadmořské výšce asi 750 m na sádrovcové moréně. Na jihovýchodě se obec zvedá na vrchol Greberegg do výšky 1595 metrů. Sousedními obcemi ve směru hodinových ručiček od východu jsou Leissigen, Aeschi bei Spiez a Spiez a na druhém břehu Thunského jezera Sigriswil a Beatenberg.
Ze zastavěné plochy tvořily v roce 2000 5,8 % obytné budovy a 1,8 % dopravní infrastruktura. Energetická a vodohospodářská infrastruktura a ostatní zvláštní zastavěné plochy tvořily 2,5 % plochy. Z lesních pozemků je 45,9 % celkové plochy silně zalesněno a 4,8 % je pokryto sady nebo malými skupinami stromů. Ze zemědělské půdy připadá 26,7 % na pastviny, 1,3 % na sady nebo vinnou révu a 9,3 % na vysokohorské pastviny. Veškerá voda v obci je v jezerech.

## Historie

Letecký pohled (1952)

Ves Krattigen (také Krattingen) je poprvé zmíněna v listině ze 4. ledna 1297 a tehdy patřila šlechticům z Eschenbachu, ale ve skutečnosti byla stále pod habsburskou kontrolou.. V roce 1483 přešlo panství Krattigen zcela na rod von Scharnachtal, který byl naturalizován v Bernu. V roce 1513 přešel celý Twing, Bann a zeměpanská práva na Krattigen za kupní cenu 1400 liber na město Bern, čímž vzniklo kastelánství Frutigen. V ustanovení Krattiger Freiheitsbrief ze 6. května 1476 bylo dvoru Krattigen uděleno zemské právo, které zůstalo v platnosti i poté, co se Bern stal přímým vládcem. Toto zemské právo vydrželo dokonce až do Francouzské revoluce a bylo formálně prohlášeno za zaniklé až usnesením Velké rady z 2. prosince 1840.
Místní hospodářství bylo tradičně založeno na zemědělství a sezónním pastevectví. V 18. století byl v blízkosti obce otevřen sádrovcový důl. Dnes je důl součástí sádrovcového závodu Leissigen. Ve 20. století se v obci začaly prosazovat drobné živnosti a cestovní ruch. Obec sice nemá napojení na síť švýcarských spolkových drah, ale téměř tři čtvrtiny pracujících obyvatel dojíždějí za prací mimo obec.
Za druhé světové války postavila 3. divize v letech 1941 až 1942 dělostřeleckou huť Krattigen.

## Obyvatelstvo

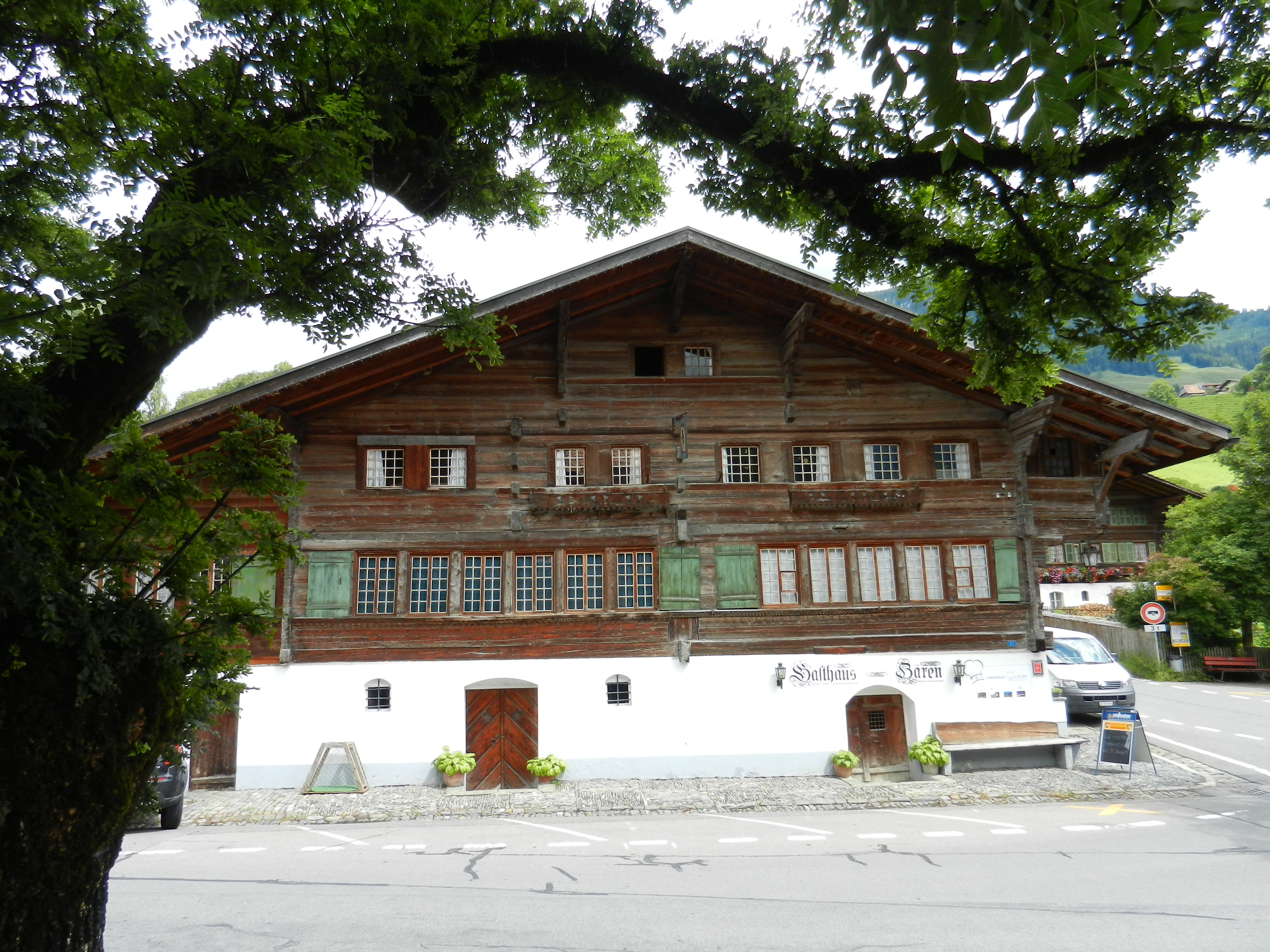
Hostinec Bären

| Rok            | 1764 | 1850 | 1900 | 1950 | 2000 |
| Počet obyvatel | 1505 | 2310 | 2507 | 2734 | 3325 |

## Hospodářství a doprava
Kromě kostela je v Krattigenu šest autobusových zastávek, pekárna a dva hotely.
Přestože podél jezera vede železniční trať Spiez–Interlaken, v obci není železniční stanice. Spojení tak zajišťují autobusy Postauto.

## Osobnosti
- Gian Simmen (* 1977), snowboardista, žije v obci